# 牡帕密帕
牡帕密帕主要流传于云南省思茅市澜沧拉祜族自治县，是一部拉祜族“波阔嘎阔”（叙事诗）演唱形式的长篇诗体创世神话。全诗共有17个篇章，约2300行，叙述了拉祜族神话中的造天地日月、万物和人类以及人类阶段的生存状况等，是拉祜族人用于传承历史的口述文学作品。

## 传承人

### 国家级
- 李扎倮，男，1943年出生，国家级非物质文化遗产项目牡帕密帕代表性传承人。[2]
- 李扎戈，男，1939年出生，国家级非物质文化遗产项目牡帕密帕代表性传承人。[3]